# Municipio de Santa Cruz Muluá
Municipio de Santa Cruz Muluá är en kommun i Guatemala.   Den ligger i departementet Departamento de Retalhuleu, i den sydvästra delen av landet, 120 km väster om huvudstaden Guatemala City.